# Tim Dorsey
Pour les articles homonymes, voir Dorsey.
Tim Dorsey, né le 25 janvier 1961 à Carmel (Indiana) et mort le 26 novembre 2023 à Islamorada (Floride), est un romancier et un journaliste américain principalement connu pour ses romans policiers mettant en scène Serge A. Storms (en).

## Biographie
Diplômé de l’Université d'Auburn en 1983, Tim Dorsey devient journaliste à Montgomery pour le quotidien The Alabama Journal. En 1987, il rejoint la Floride et la ville de Tampa, où il travaille pour le journal The Tampa Tribune. Il est d’abord détaché au service politique à Tallahassee, puis s’occupe des dépêches de nuit. Il devient écrivain à temps plein en 1999.
Ces romans mettent en scène Serge A. Storms (en), un personnage aux multiples facettes, assassin, camé, psychopathe et criminel notoire. Son style est souvent comparé à ceux de Dave Barry et Carl Hiaasen (qui apparaissent tous les deux en caméo dans son premier roman). Les livres de Tim Dorsey reprennent un style floridien lancé par John D. MacDonald.

## Œuvre

### SérieSerge Storms
Selon l’auteur, l’ordre chronologique des cinq premiers romans de la série n’a pas été respecté par son éditeur américain. Le numéro est indiqué à la suite du titre.
- Florida Roadkill (2) (1999) Publié en français sous le même titre, traduction de Laetitia Devaux, Paris, Rivages/Thriller, 2000, réédition, Paris, Rivages/Noir no 476, 2003.
- Hammerhead Ranch Motel (3) (2000) Publié en français sous le même titre, traduction de Jean Pêcheux, Paris, Rivages/Thriller, 2003, réédition, Paris, Rivages/Noir no 567, 2005.
- Orange Crush (2001) (5) Publié en français sous le même titre, traduction de Jean Pêcheux, Paris, Rivages/Thriller, 2005, réédition, Paris, Rivages/Noir no 897, 2013.
- Triggerfish Twist (1) (2002) Publié en français sous le même titre, traduction de Jean Pêcheux, Paris, Rivages/Thriller, 2006, réédition, Paris, Rivages/Noir no 705, 2008.
- Stingray Shuffle  (4) (2003) Publié en français sous le même titre, traduction de Jean Pêcheux, Paris, Rivages/Noir no 706, 2008.
- Cadillac Beach (6) (2004) Publié en français sous le même titre, traduction de Jean Pêcheux, Paris, Rivages/Noir no 832, 2011.
- Torpedo Juice (7) (2005)Publié en français sous le même titre, traduction de Jean Pêcheux, Paris, Rivages/Thriller, 2015.
- The Big Bamboo (8) (2006)
- Hurricane Punch  (9) (2007)
- Atomic Lobster (10) (2008)
- Nuclear Jellyfish (11) (2009)
- Gator A-Go-Go (12) (2010)
- Electric Barracuda (13) (2011)
- When Elves Attack (14) (2011)
- Pineapple Grenade (15) (2012)
- The Rip Tide, Ultra-Glide (16) (2013)
- Tiger Shrimp Tango (17) (2014)
- Shark Skin Suite (18) (2015)
- Coconut Cowboy (19) (2016)
- Clownfish Blues (20) (2017)
- The Pope of Palm Beach (21) (2018)
- No Sunscreen for the Dead (22) (2019)
- Naked Came the Florida Man (23) (2020)
- Tropic of Stupid (2021)
- Mermaid Confidential (2022)
- The Maltese Iguana (2023)

### Autres romans
- Squall Lines: Selected articles & essays (2012)
- Tropical Warning (2013).